# Aristea glauca
Aristea glauca är en irisväxtart som beskrevs av Friedrich Wilhelm Klatt. Aristea glauca ingår i släktet Aristea och familjen irisväxter. Inga underarter finns listade i Catalogue of Life.